# Breuning-Glocke
Die Breuning-Glocke ist eine der ältesten Glocken in der Tübinger Stiftskirche. Sie wurde im Jahr 1469 gegossen.
Die Übersetzung ihrer lateinischen Inschrift lautet:

„Des Blitzes Strahlen sende Cirillius, Diener Christi, fern von uns, damit sie uns nicht versehren um des Todes Christi willen“

Damit wollte man das Wetter gnädig stimmen und Blitz und Gefahr abwenden, weshalb die Glocke auch Wetterglocke genannt wird.

## Name
Der Namensgeber Vogt Konrad Breuning (* um 1440, † 1517, hingerichtet) hat die Glocke gestiftet, angeblich aus Dank, nachdem er sich im Schönbuch verirrt hatte und durch Glockenklang auf den richtigen Weg gebracht worden war. In seiner Stiftungsauflage steht, die Glocke müsse jeden Morgen und jeden Abend geläutet werden. Andernfalls gehe sie in den Besitz der katholischen Rottenburger. Ob die Rottenburger seit dieser Zeit jemand nach Tübingen schicken, der das täglich überprüft, ist nicht bekannt. Nicht überliefert ist, was den Stifter zu dieser Stiftungsauflage bewog.

## Breuningstiftung

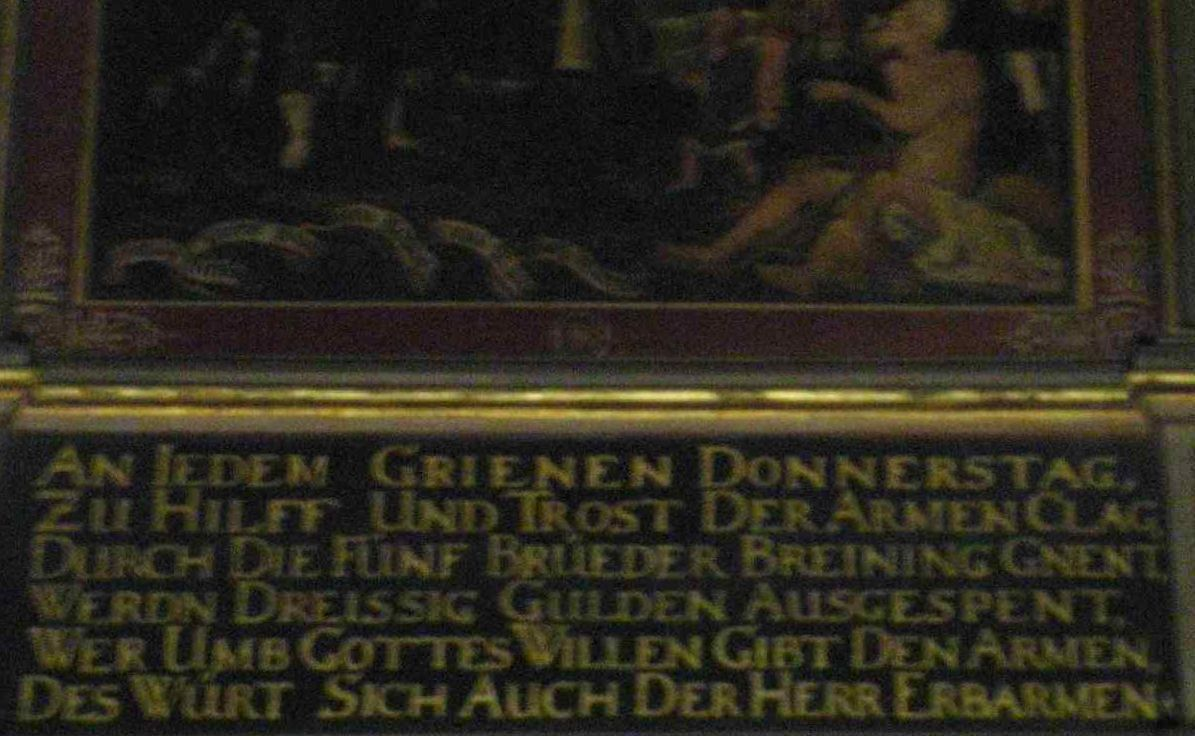
Armentafel der Breuningstiftung in der Vorhalle der Tübinger Stiftskirche

Im Rahmen der Breuningstiftung wurden ab 1565 am Gründonnerstag mittags um 1 Uhr unter dem Läuten der Breuning-Glocke Wecken an die Kinder verteilt.
In der Vorhalle der Tübinger Stiftskirche gibt es mehrere Inschriften, die an die Familie Breuning erinnern, unter anderem die sogenannte Armentafel der 5 Brüder Breuning, bei deren Erschaffung 3 Brüder bereits verstorben waren:

„An jedem grünen Donnerstag zu Hülf und Trost der Armen Klag, durch die fünff Brüder, Breuning gnennt, werden dreissig Gulden ausgespendt, wer umb Gottes willen gibt den Armen, des wird sich auch der Herr erbarmen.“